# Světový pohár v biatlonu 2021/2022 – Oberhof
5. podnik Světového poháru v biatlonu v sezóně 2021/2022 probíhal od 3. do 9. ledna 2022 v německém Oberhofu. Na programu podniku byly závody ve sprintu, stíhací závody, smíšená štafeta a smíšený závod dvojic. 
Předchozí závody světového poháru konaly v lednu 2021.

## Program závodů
Oficiální program:
| Datum    | Disciplína           | Začátek (SEČ) | Počet závodníků |
| -------- | -------------------- | ------------- | --------------- |
| 7. ledna | Sprint (muži)        | 11:15         | 109             |
| 7. ledna | Sprint (ženy)        | 14:15         | 104             |
| 8. ledna | Smíšená štafeta      | 12:15         | 24 týmů         |
| 8. ledna | Smíšený závod dvojic | 14:45         | 27 týmů         |
| 9. ledna | Stíhací závod (muži) | 12:30         | 58              |
| 9. ledna | Stíhací závod (ženy) | 14:45         | 57              |

Vzhledem k vysokým teplotám a nedostatku sněhu byl závod mužů ve sprintu přeložen ze čtvrtka 6. ledna na následující den.

## Průběh závodů
Mezinárodní biatlonová unie také zareagovala na pokračující pandemii covidu-19 a novou variantu omikron. Pro všechny lednové podniky platí přísnější opatření – nová pravidla zahrnují PCR testy pro všechny účastníky před i po vstupu do „bubliny“ (uzavřené skupiny všech účastníků) v rámci jednotlivých zastávek.
Český tým musel změnit složení: původně se měli biatlonových závodů účastnit Mikuláš Karlík a Tereza Voborníková, ale kvůli izolaci a karanténě museli zůstat v Česku. Nahradili je Milan Žemlička a Tereza Vinklárková.
Závodů se nezúčastnila vítězka předcházejícího ročníku světového poháru, Norka Tiril Eckhoffová.

### Sprinty
Během závodu mužům sněžilo a podmínky na střelnici byly složité. V cíli se dlouho udržoval na první pozici Nor Sturla Holm Laegreid, ale většina favoritů jela v druhé třetině startovního pole. Před Nora se po druhé střelbě těsně dostal průběžně vedoucí závodník světového poháru, Francouz Émilien Jacquelin. V posledním kole ještě zrychlil a dojel do cíle o osm vteřin dříve. Rus Alexandr Loginov přijížděl na poslední střelbu s desetivteřinovým náskokem. Při ní nezasáhl jeden terč, odjížděl až za Francouzem, ale už na prvním mezičase se dostal průběžně před něj. Malý náskok si udržoval až do cíle a po roce zvítězil v závodě světového poháru. Vítěz předcházejícího ročníku, Johannes Thingnes Bø, dojel na 28. místě.
Z českých reprezentantů dojel nejlépe Michal Krčmář na 30. místě. Při položce vleže byl bezchybný; vstoje udělal dvě chyby, ale celkově střílel velmi pomalu. Body získal i Adam Václavík, který s třemi chybami dojel na 38. pozici. Do stíhacího závodu postoupil ještě Jakub Štvrtecký z 42. místa. Vítězslav Hornig vinou pomalého běhu skončil na 83. a Milan Žemlička na 93. místě.
Ženám při jejich závodu nesněžilo, ale zhoustla mlha. S číslem 3 startovala Norka Marte Olsbuová Røiselandová. Vleže nezasáhla jeden terč, ale pak zrychlila běh a střílela čistě a v cíli se udržovala na prvním místě. Běloruska Hanna Solová udělala na střelnici dvě chyby, ale díky celkově nejrychlejšímu běhu dojela sedm vteřin za Røiselandovou. Francouzka Julia Simonová odjížděla sice do posledního kola pět vteřin před Solovou, ale těchto pět vteřin na trati ztratila a dojela do cíle v naprosto stejném čase. Tyto tři závodnice pak už nikdo nepředstihl a Røiselandová tak dosáhla čtvrtého vítězství v tomto ročníku světového poháru a udržela si žlutý dres vedoucí závodnice.
Z českých reprezentantek střílely Markéta Davidová i Jessica Jislová vleže čistě. Davidová pak vstoje udělala dvě chyby, ale běžela rychle, a dojela tak na 11. místě. Jislová zasáhla všechny terče i vstoje, ale dosáhla jen průměrného běžeckého času a skončila o devět pozic za Davidovou. Do stíhacího závodu se probojovala ještě Eva Puskarčíková z 55. místa.

### Smíšená štafeta
Do čela závodu se na prvním úseku dostali Norové. Na druhém úseku jim Johannes Thingnes Bø získal více než půlminutový náskok, který po něm udržovala i Ingrid Landmark Tandrevoldová. V posledním úseku však Běloruska Hanna Solová běžela rychleji než Marte Olsbuová Røiselandová a dojížděla ji. Při střelbě však byla Solová vždy horší, a tak norská štafeta s přehledem zvítězila. Třetí dojel švédský tým především zásluhou Julie Simonové na posledním úseku.
Českou štafetu rozjížděl Jakub Štvrtecký. Střílel pomalu a musel čtyřikrát dobíjet, takže po druhé střelbě jel český tým na 21. pozici. Štvrtecký se však nejrychlejším během ze všech svých soupeřů dokázal posunout na 8. místě na předávce. Michal Krčmář pak pohoršil české štafetě o jedno místo, ale Markéta Davidová dokázala předjet několik soupeřek a předávala Jessice Jislové jako šestá. Jislová vleže střílela bezchybně a posunula se ještě o jednu příčku výše, ale vstoje musela třikrát dobíjet a navíc v běhu výrazně zpomalila, takže ji před cílem předjela Finka Mari Ederová, i když z poslední střelby odjížděla 40 vteřin za ní. „V tom posledním kole jsem se úplně trápila, to se mi v této sezoně snad ještě nestalo. Necítím se tady moc dobře a o to horší to je, když je trať fakt těžká. Už je to jen o přežití, pak musím zregenerovat a připravit se na další kola,“ komentovala svůj běh. Přesto je konečné 9. místo nelepším výsledkem české smíšené štafety za poslední dva roky.

### Smíšený závod dvojic
V tomto závodě se často měnilo pořadí na čele. Zpočátku se ve vedení střídalo Norsko a Německo, ale po šesté střelbě se do čela posunul Anton Babikov z Ruka. Získal malý náskok, který pak na posledním úseku Kristina Rezcovová navýšila a s více než půlminutovým náskokem zvítězila. Druhé místo obsadili především zásluhou Lisy Hauserové Rakousko, třetí byla Ukrajina. Norské dvojici Vetle Sjåstad Christiansen a Ida Lienová se závod nevydařil, když se čtyřmi trestnými koly dojela na 16. místě.
Za český tým rozbíhal štafetu Adam Václavík. Předával Evě Puskarčíkové na 13. místě. Okolo této pozice se Češi udržovali po většinu závodu. V posledním kole pak Puskarčíková předjela Slovinku Niku Vindišarovou a obsadila konečnou 12. pozici.

### Stíhací závody
Vítěz sprintu, Rus Alexandr Loginov, zvyšoval díky rychlému běhu a bezchybné střelbě vleže náskok před soupeři. Po první střelbě vstoje sice nezasáhl jeden terč a musel dva vyhozené náboje ručně dobíjel, přesto  si stále udržoval náskok. Při poslední střelbě však udělal tři chyby. Jeho nejbližší soupeři sice chybovali také, ale před Loginova se dostali čistě střílející z tohoto kola: Francouz Quentin Fillon Maillet a Švéd Sebastian Samuelsson, kteří v tomto pořadí dojeli do cíle. Loginova pak předjeli Norové Tarjei Bø a Sturla Holm Laegreid, z nichž Bø měl více sil v závěrečném finiši a obsadil třetí místo.
Z českých reprezentantů si pozici oproti sprintu vylepšil jen Jakub Štvrtecký, který obsadil 39. pozici. Adam Václavík se čtyřmi chybami a Michal Krčmář s pěti skočili na 44. a 46. místě.
Podobně jako v závodu mužů, i u žen si vítězka předchozího sprintu, Norka Marte Olsbuová Røiselandová, udržovala už od startu půlminutový náskok. Při čtvrté střelbě oproti Loginovovi neudělala žádnou chybu, a tak s jistotou zvítězila. Za ní se po většinu závodu udržovala Švédka Hanna Öbergová, která také obsadila druhou pozici v cíli. Třetí skončila Běloruska Dzinara Alimbekavová, která na tomto místě jela od poloviny závodu. Do něj nenastoupila druhá ze sprintu, další Běloruska  Hanna Solová, podle televizních komentátorů pro bolesti v krku.
Markéta Davidová při první střelbě dvakrát chybovala a propadla se na 20. místo. V každém kole však předjížděla několik soupeřek a po posedni střelbě, sice s jednou chybou, se posunula na sedmou pozici. Na trati ji však předjela další Švédka Elvira Öbergová a Davidová tak dojela osmá. Unavená Jessica Jislová  se čtyřmi střeleckými chybami skončila na 35. místě, Eva Puskarčíková dojela na 52. pozici.

## Umístění na stupních vítězů

### Muži
| Disciplína              | První místo            | Výkon             | Druhé místo          | Výkon             | Třetí místo          | Výkon             |
| Sprint (10 km)          | Alexandr Loginov       | 27:00,8 (0+1)     | Émilien Jacquelin    | 27:07,3 (1+1)     | Sturla Holm Laegreid | 27:15,9 (1+0)     |
| Stíhací závod (12,5 km) | Quentin Fillon Maillet | 36:48,3 (2+0+0+0) | Sebastian Samuelsson | 36:58,2 (0+0+1+0) | Tarjei Bø            | 37:03,9 (0+1+2+0) |

### Ženy
| Disciplína            | První místo        | Výkon             | Druhé místo    | Výkon             | Třetí místo          | Výkon             |
| Sprint (7,5 km)       | Marte Røiselandová | 23:30,1 (0+1)     | Hanna Solová   | 23:37,2 (2+0)     | ×                    | ×                 |
| Sprint (7,5 km)       | Marte Røiselandová | 23:30,1 (0+1)     | Julia Simonová | 23:37,2 (0+1)     | ×                    | ×                 |
| Stíhací závod (10 km) | Marte Røiselandová | 33:18,8 (0+1+1+0) | Hanna Öbergová | 33:52,2 (0+1+0+1) | Dzinara Alimbekavová | 34:01,5 (1+0+0+1) |

### Smíšené štafety
| Disciplína                        | 1. místo                                                                     | Výkon                                         | 2. místo                                                                 | Výkon                                                     | 3. místo                                                                 | Výkon                                                     |
| Smíšená štafeta (4×7,5 km)        | NorskoTarjei Bø Johannes Thingnes Bø Ingrid Tandrevoldová Marte Røiselandová | 1:28:51,4 (0+0) (0+2) (0+1) (0+1) (0+0) (0+1) | BěloruskoMikita Labastau Anton Smolski Dzinara Alimbekavová Hanna Solová | 1:29:14,5 (0+0) (0+1) (0+1) (0+1) (0+0) (0+1) (0+1) (0+2) | FrancieAntonin Guigonnat Simon Desthieux Anaïs Bescondová Julia Simonová | 1:30:52,7 (0+1) (0+0) (0+2) (0+0) (0+2) (0+1) (0+3) (0+2) |
| Smíšený závod dvojic (6 + 7,5 km) | RuskoAnton Babikov Kristina Rezcovová                                        | 41:37,1 (0+3) (0+2) (1+4) (0+3)               | RakouskoSimon Eder Lisa Hauserová                                        | 42:18,6 (0+1) (0+2) (1+5) (0+5)                           | UkrajinaArtem Tyšenko Darja Blašková                                     | 42:40,7 (0+4) (0+3) (0+2) (0+3)                           |

## Pořadí zemí
| Pořadí | Země      | 1. místo | 2. místo | 3. místo | Celkově |
| ------ | --------- | -------- | -------- | -------- | ------- |
| 1.     | Norsko    | 3        | 0        | 2        | 5       |
| 2.     | Rusko     | 2        | 0        | 0        | 2       |
| 3.     | Francie   | 1        | 2        | 1        | 4       |
| 4.     | Bělorusko | 0        | 2        | 1        | 3       |
| 5.     | Švédsko   | 0        | 2        | 0        | 2       |
| 7.     | Rakousko  | 0        | 1        | 0        | 1       |
| 7.     | Ukrajina  | 0        | 0        | 1        | 1       |
|        | Celkem    | 6        | 7        | 5        | 18      |